# 大欺诈师
《GREAT PRETENDER》（日語：GREAT PRETENDER）是由WIT STUDIO公司制作的日本动画，由鏑木宏导演。动画编剧为古澤良太，以信用诈骗题材著称，也是《行骗天下JP》的编剧。
动画自2020年7月8日起，在富士電視台的+Ultra动画频道播出，並于6月2日起率先在Netflix于全球进行网路播出。

## 剧情简介
枝村真人自称是日本第一的天才欺诈师，与小弟工藤一起游走在浅草的街道上合伙诈骗。某日他们用钱包诈骗法国游客罗兰后，被罗兰摆了一道，随后便跟着罗兰一起前往美國洛杉矶做一单大的，一场最大的欺诈游戏正在上演。

## 登场人物
枝村真人（配音：小林千晃）
日本人，专挑老人和遊客下手的诈骗犯，自称为日本第一的天才诈骗犯。由於姓枝村（读作：Edamura）与毛豆（读作：Edamame）发音很像，被罗兰叫做毛豆。真实性格认真而又友好，热爱咖啡，喜欢收集轉蛋玩具。英语不错，但卻因发音不标准而被罗兰嘲笑，童年時期曾在身為古語老師的母親教導下學會一些古典中文。進行完最後一次詐騙行動後於沖繩縣某處小島開了一間咖啡廳，續集中跟崑儀聚會和在夜市導覽時很合得來。
罗兰·蒂埃里（Laurent Thierry，配音：諏訪部順一、張恩澤（中文對白））
金发法国人，信用诈骗犯。在任何情况下都可以顺利度过，不会感到沮丧。會說多國語言和擅長心理學，喜欢开真人的玩笑。
在羅蘭還小的時候，詐騙集團利用了其母親的閱讀障礙，誘使她簽下資產託管合約，而詐取了她所有資產，後來羅蘭母親又為了還債而過度工作以致過勞死。長大後的羅蘭為了報仇，持刀械欲刺殺當年欺騙他母親的那位詐騙集團成員時，失誤刺向桃樂絲(實際上是桃樂絲為騙取那位詐騙集團成員而演出的戲碼)，就這樣走向成為欺詐師的道路。
阿比盖尔·琼斯（Abigail Jones，配音：藤原夏海）
化名阿比，信用诈骗犯，幼年时学过芭蕾舞，身体柔和，健美，具有出色的运动能力。故鄉巴格達爆发战争失去了双亲，仅有的芭蕾舞比赛奖牌也被因而受損，該獎牌寄托着他对双亲的哀思。過去在紐約某街區的圍牆邊被混混包圍時，罗兰剛好路過且招攬入夥。
辛西娅·穆尔（Synthia Moore，配音：园崎未惠）
初登場時偽裝成FBI探員，事實上是罗兰诈骗团队的一员。年齡40幾歲，行為和外表卻像20幾歲的女性。擅长利用自己的魅力与演技玩弄受害者，年轻时为成为舞台演员受过表演训练，在酒吧對罗兰行騙時被招攬入夥。最後一次詐騙行動後收養了一位來自東南亞的孤兒，續集中曾在高雄市與王翊碁洽談來自新加坡的一筆交易。
工藤（配音：多田野曜平）
枝村真人的伙伴，年纪比真人大，曾经是真人的老板，但是后来公司因为诈骗而被取缔。隨後也被羅蘭招攬入夥。
金始源（配音：鲸）
年邁女性，韓國人。初登場時受真人欺騙高價購買低品質的濾水器，實際上她也是罗兰诈骗团队的一员，甚至是在羅蘭成為詐欺師前就在桃樂絲團隊工作的大前輩。先前受騙只是羅蘭為招募真人進團隊而演出的戲碼。
尾崎诚司（配音：咲野俊介、周建（中文對白））
枝村真人的父亲，桃樂絲團隊的一員，羅蘭的夥伴。表面上是辯護律師，在籌備相關計畫時經常想出意想不到且效果奇佳的劇本，因此被稱呼為「魔法師奧茲」。
在詐騙龍虎幫失敗後，他為了躲避幫派的追殺而故意被捕入狱，卻也因此導致枝村无法找到正常的工作。出獄後受龍虎幫招攬，擔當幹部去日本談判時的翻譯員，同時也向因放走東南亞孩子的計畫洩露被抓的兒子表示「這是他真正的面貌」下於遊艇上被真人開了一槍並落海，後來由始源救出。
桃乐絲（Dorothy，配音：小松由佳）
黑人女性，罗兰的前女友，曾经的诈骗团伙的首领。羅蘭「只騙壞人」以及「絕不殺人」的信念便是其所立的，身上持有本人稱為護身符的金戒指。在金盆洗手前的最后一次诈骗活动中失败，在船上被上海龍虎幫的劉曉開槍後墜入海中，就此失踪。
第二季最後一集，影片最後的彩蛋表明她後來在臺灣附近的小島被一對漁民夫妻救起，但是喪失了記憶，同時化名為「香香」。續集中已獲得臺灣身分證，由於經常夢見過往自己身在京都市的景象而在品爵與崑儀的先後幫助下來到京都。

### 章節角色
洛杉磯販毒網
艾迪・卡薩諾（Eddie Cassano，配音：斧篤）
洛杉磯的一位義大利血統三流電影導演。其身為電影導演的身分只是外表，真實身分是專營好萊塢地下販毒網的卡薩諾家族首領，在羅蘭進行以推銷新興毒品Sakura Magic的詐騙計畫下對此感興趣，並欣賞表面上身為知名大學化工系畢業生的真人。該章節最後被捕並做口供時得知他之前遇到的蘿拉・狄更斯是由辛西亞假扮的，而正牌的蘿拉・狄更斯是一位老太太檢察官。
薩拉札（Salazar，配音：竹內良太）
卡薩諾家族的手下之一，兼任首領的隨身保鑣。過去妻子亡故，有一位現住在孤兒院的兒子湯姆（聲：種崎敦美）並只能在每個星期見面一次。
新加坡天際線
薩姆・易卜拉辛（Sam Ibrahim，配音：小松史法）
克拉克・易卜拉辛（Clerk Ibrahim，配音：小林親弘）
路易士・謬勒（Luis Muller，配音：乃村健次）
職業極限飛行員，克拉克的競爭對手。但過去在某次比賽中發生事故而半身不遂，只能坐輪椅度過時下生活。外表面惡心善，在比賽之外相當受歡迎，曾向阿比表示他是過去那天空襲巴格達的時候第一位投下炸彈的飛行員。
伊莎貝爾・謬勒（Isabelle Muller，配音：佐古真弓）
路易士的妻子。
倫敦之雪
詹姆士・柯曼（James Coleman，配音：安原義人）
英國的一流藝術鑑定家兼任畫作買賣人，人稱美術界的007特務。
法拉・布朗（Farrah Brown，配音：本田貴子）
托馬斯・梅耶（Thomas Mayer，配音：平川大輔）
辛西亞的前男友。過去想當個畫家，並以模仿世界名畫賣錢維生，但因為自身畫技不受外界承認而過著每天三餐吃一罐豌豆罐頭的窮苦生活。
瑪莉（Marie，配音：若井友希）
真人在法國打工並寄人籬下的期間所相遇屋主的女兒，除了法語之外會說一點英語，能與國外觀光客對談如流。
遠東魔法師
朱雀明美（配音：高島雅羅）
專營人口販賣的黑社會組織「朱雀聯合會」的女首領，在劉曉跟自家組織分裂出去後雙方經常鬧得不可開交，相當看重負責照顧她起居以及中英文翻譯的真人，有一位多年前離家出走在外地居住的兒子。
石神（配音：關智一）
朱雀明美所屬之旗下公司「斯卡雷特貿易」的總經理。有著相當和氣且容易好說話的外表，同時略懂一些中文。既使面試當下真人有著因詐騙而服刑六個月的前科也立刻爽快的錄取對方，但不擅長應酬喝酒。
劉曉（Liu Xiao，配音：阪口周平）
從「朱雀聯合會」分離出去的黑社會組織「上海龍虎幫」的首領。過去與朱雀明美鬧翻並分離後開始快速獨立發展，並創立空殼公司與組織企業化，跟羅蘭是過往的好友。
陳堯（Chen Yao，配音：最上嗣生）
上海龍虎幫的幹部之一與劉曉的左右手。
臺北聚會
江品爵"Jay"（Chiang Pin-Chueh，配音：武內駿輔）
台灣某黑道幫派的下一任首領繼承人，在與桃樂絲共處一室並發現到他的身分證時不小心摔倒、撞到後腦勺並一度喪失記憶。弱點是臭豆腐，一吃下去全身就會起蕁麻疹，經常會以不同的理由逃避組織集會。
楊崑義"阿義"（Yang Kun-Yi，配音：間宮康弘）
台灣籍二流詐欺師，自稱「全台北市第一的天才詐欺師」。第二部故事開始時因被阿比追討欠債，而試圖想對桃樂絲詐欺卻反被設計。爛好人，跟品爵是好友，兩人在十年前於路邊攤械鬥中認識，也跟來台灣度假的枝村真人很合得來。
老蔡（Mr. Tsai，配音：鹿糠光明）
王翊碁率領的黑道組織左右手，綽號“毒品品酒師”，在住處軟禁品爵時因吸食過多毒品而暴斃身亡。
冰焱（Bin Yan，配音：伊瀨茉莉也）
王翊碁的秘書。為一位冰山美人，疑似和品爵有交往關係。
小林（Mr. Lin，配音：興津和幸）
王翊碁（Wang Yi-Ching，配音：加瀨康之）

## 制作人员
- 监督 - 鏑木宏[5]
- 副监督 - 益山亮司[6]
- 剧本、系列构成 - 古澤良太[5]
- 角色设计 - 贞本义行[5]
- 次要角色设计 - 加藤寛崇（日语：加藤寛崇）[5]
- 总作画监督 - 加藤寛崇[6]、浅野恭司（日语：浅野恭司）[6]
- 设计制作 - 奥田明世[6]、清水慶太[6]、石橋翔祐[6]
- 概念设计 - 丹地阳子[5]
- 美术监督 - 竹田悠介[5]
- 美术设定 - 藤井一志[6]
- 色彩设计 - 小針裕子[6]
- 摄影监督 - 出水田和人[5]
- 编辑 - 今井大介[6]
- 音乐 - 山田丰（日语：やまだ豊）[5]
- 音效监督 - はたしょう二（日语：はたしょう二）[5]
- 音乐编辑 - 千田耕平[6]
- 出品 - 和田丈嗣[7]、宋京舟、尾崎紀子、齋藤雅哉
- 动画制作人 - 岡田麻衣子[7]
- 动画制作 - WIT STUDIO[5]
- 制作 - Great Pretenders（Production I.G、富士電視台、WIT STUDIO、博報堂DYメディアパートナーズ（日语：博報堂DYメディアパートナーズ）、東寶、BS富士）

## 主题曲
第1期
片头曲
「G.P.」
作曲：山田丰。
片尾曲
「The Great Pretender」
演唱：弗雷迪·默丘里。作詞、作曲：Buck Ram。
插曲
「Wanna Be Free ft.ra'z,Luke Zephyr」
作曲：YVY，首次出现在第1话
「Brand New Bang ft.ra'z, Kid Gotti Born Rich」
作曲：YVY，首次出现在第1话
「On the Move ft.ra'z, NVK, XMEAN」
作曲：YVY，出现在第7话
组曲「动物狂欢节」
作曲：卡米尔·圣桑，演奏：The Slovak Radio Symphony Orchestra，出现在第9话
「Our Love ft.Quincy」
作曲：YVY，首次出现在第11话
「Someday ft.Emarie」
作曲：YVY，首次出现在第12话
「Through The Night ft.Max」
作曲：YVY，出现在第18话
第2期
片头曲
「G.P.」
作曲：山田丰。
第1話未使用
片尾曲
「Maybe ft. Emarie」
演唱：Theme Song。作詞：Emarie、Emir Yuroo，作曲：山田豐。

## 各话列表
| 話數  | 日文標題                          | 中文標題         | 劇本          | 分鏡                        | 演出                       | 作畫監督                                                                                     | 總作畫監督         | 播放日期                                         |
| 第1期 | 第1期                             | 第1期            | 第1期         | 第1期                       | 第1期                      | 第1期                                                                                        | 第1期              | 第1期                                            |
| ----- | --------------------------------- | ---------------- | ------------- | --------------------------- | -------------------------- | -------------------------------------------------------------------------------------------- | ------------------ | ------------------------------------------------ |
| 01    |                                   | 连线洛杉矶1-1    | 古泽良太      | 镝木宏                      | 镝木宏、白幡良志之         | 清水庆太、荒尾英幸                                                                           | 加藤宽崇           | 2020年 6月2日（Netflix、Acfun） 7月9日（+Ultra） |
| 02    |                                   | 连线洛杉矶1-2    | 古泽良太      | 镝木宏、有田周平            | 片桐崇、茉田哲明           | 石桥翔祐、荒尾英幸                                                                           | 加藤宽崇           | 6月2日（Netflix、Acfun） 7月16日（+Ultra）       |
| 03    |                                   | 连线洛杉矶1-3    | 古泽良太      | 京极尚彦                    | 平向智子、茉田哲明         | 奥田明世、加藤万由子                                                                         | 加藤宽崇           | 6月2日（Netflix、Acfun） 7月23日（+Ultra）       |
| 04    |                                   | 连线洛杉矶1-4    | 古泽良太      | 益山亮司                    | 益山亮司                   | 野崎温子                                                                                     | 加藤宽崇           | 6月2日（Netflix、Acfun） 7月30日（+Ultra）       |
| 05    |                                   | 连线洛杉矶1-5    | 古泽良太      | 出合小都美                  | 白幡良志之、今井有纪子     | 清水裕辅、清水庆太 神谷美也子、西原惠利香                                                    | 加藤宽崇           | 6月2日（Netflix、Acfun） 8月6日（+Ultra）        |
| 06    |                                   | 新加坡之空2-1    | 古泽良太      | 江崎慎平                    | 铃木孝聪                   | 荒尾英幸、石桥翔祐 手岛舞、加藤万由子                                                        | 加藤宽崇           | 6月9日（Netflix、Acfun） 8月13日（+Ultra）       |
| 07    |                                   | 新加坡之空2-2    | 古泽良太      | 酒井一夫                    | 片桐崇、今井有纪子         | 奥田明世、阿部爱由美                                                                         | 加藤宽崇           | 6月9日（Netflix、Acfun） 8月20日（+Ultra）       |
| 08    |                                   | 新加坡之空2-3    | 古泽良太      | 白幡良志之                  | 白幡良志之                 | 西原惠利香、荒尾英幸 阿部爱由美、加藤万由子                                                  | 浅野恭司           | 6月9日（Netflix、Acfun） 8月27日（+Ultra）       |
| 09    |                                   | 新加坡之空2-4    | 古泽良太      | 野村和也                    | 茉田哲明                   | 野崎温子、神谷美也子                                                                         | 加藤宽崇、浅野恭司 | 6月9日（Netflix、Acfun） 9月3日（+Ultra）        |
| 10    |                                   | 新加坡之空2-5    | 古泽良太      | 益山亮司                    | 樱美胜志                   | 清水裕辅、荒尾英幸 西原惠利香、加藤万由子                                                    | 浅野恭司           | 6月9日（Netflix、Acfun） 9月10日（+Ultra）       |
| 11    |                                   | 伦敦之雪3-1      | 古泽良太      | 志村宏明                    | 赤松康裕                   | 菊池聪延、宫村明 田村恭穗                                                                    | 加藤宽崇           | 6月16日（Netflix、Acfun） 9月17日（+Ultra）      |
| 12    |                                   | 伦敦之雪3-2      | 古泽良太      | 今井有纪子                  | 今井有纪子                 | 阿部爱由美、奥田明世                                                                         | 浅野恭司           | 6月16日（Netflix、Acfun） 9月24日（+Ultra）      |
| 13    |                                   | 伦敦之雪3-3      | 古泽良太      | 二村秀树                    | 手岛舞                     | 清水裕辅、荒尾英幸 加藤万由子、芝田千纱                                                      | 加藤宽崇           | 6月16日（Netflix、Acfun） 10月1日（+Ultra）      |
| 14    |                                   | 伦敦之雪3-4      | 古泽良太      | 金森阳子                    | 金森阳子                   | 石桥翔祐、高部光章 西原惠利香                                                                | 浅野恭司           | 6月16日（Netflix、Acfun） 10月8日（+Ultra）      |
| 15    |                                   | 远东魔法师4-1    | 古泽良太      | 益山亮司                    | 益山亮司                   | 阿部愛由美、荒尾英幸 西島央桐、加藤万由子 奥田明世、清水裕輔                                 | 加藤寛崇           | 9月21日（Netflix、Acfun） 10月15日（+Ultra）     |
| 16    |                                   | 远东魔法师4-2    | 古泽良太      | 森田宏幸                    | 白幡良志之                 | 河毛雅妃、岛袋奈津希 高部光章、万怡 中田久美子、Kwon Yong Sang 奥田明世、石桥翔祐 西原惠利香 | 浅野恭司、加藤宽崇 | 9月21日（Netflix、Acfun） 10月22日（+Ultra）     |
| 17    |                                   | 远东魔法师4-3    | 古泽良太      | 二村秀树 益山亮司           | 茉田哲明                   | 山田步                                                                                       | 浅野恭司           | 9月21日（Netflix、Acfun） 10月29日（+Ultra）     |
| 18    |                                   | 远东魔法师4-4    | 古泽良太      | 今井友纪子                  | 今井友纪子                 | 北山修一、荒尾英幸 阿部爱由美、志贺道康 加藤万由子                                           | 浅野恭司、加藤宽崇 | 9月21日（Netflix、Acfun） 11月5日（+Ultra）      |
| 19    |                                   | 远东魔法师4-5    | 古泽良太      | 渡边步、今井友纪子 樱美胜志 | 安部祐二郎                 | 清水裕辅                                                                                     | 浅野恭司、加藤宽崇 | 9月21日（Netflix、Acfun） 11月12日（+Ultra）     |
| 20    |                                   | 远东魔法师4-6    | 古泽良太      | 出合小都美                  | 手岛舞                     | 奥田明世、阿部爱由美                                                                         | 浅野恭司、加藤宽崇 | 9月21日（Netflix、Acfun） 11月19日（+Ultra）     |
| 21    |                                   | 远东魔法师4-7    | 古泽良太      | 金森阳子                    | 金森阳子                   | 佐藤诚之、关南 高部光章、芝田千纱                                                            | 浅野恭司、加藤宽崇 | 9月21日（Netflix、Acfun） 11月26日（+Ultra）     |
| 22    |                                   | 远东魔法师4-8    | 古泽良太      | 田头忍                      | 益山亮司、片桐崇           | 西原惠利香、张绍伟 荒尾英幸                                                                  | 浅野恭司、加藤宽崇 | 9月21日（Netflix、Acfun） 12月3日（+Ultra）      |
| 23    |                                   | 远东魔法师4-9    | 古泽良太      | 田头忍                      | 镝木宏                     | 石桥翔祐、奥田明世 高部光章、阿部爱由美 佐藤诚之、关南                                       | 浅野恭司、加藤宽崇 | 9月21日（Netflix、Acfun） 12月10日（+Ultra）     |
| 第2期 |                                   |                  |               |                             |                            |                                                                                              |                    |                                                  |
| 01    | Taipei Rendezvous Intermission1-1 | 台北聚会 幕间1-1 | 镝木宏        | 手岛舞 镝木宏               | 手岛舞                     | 加藤宽崇 石桥翔祐 荒尾英幸 谷川政辉 奥田明世                                                 | 加藤宽崇           | 2024年 2月23日                                   |
| 02    | Taipei Rendezvous Intermission1-2 | 台北聚会 幕间1-2 | 石井风花      | 手岛舞 镝木宏               | 田中洋之 乃木流帆 平向智子 | 谷川政辉 奥田明世 荒尾英幸 金采恩 佐藤诚之                                                   | 加藤宽崇 石桥翔祐  | 2024年 2月23日                                   |
| 03    | Taipei Rendezvous Intermission1-3 | 台北聚会 幕间1-3 | 岸本卓 镝木宏 | アグレッシブ電電 镝木宏     | 田中洋之 手岛舞            | 山本祐子 佐藤诚之 奥田明世 谷川政辉 荒尾英幸                                                 | 加藤宽崇 石桥翔祐  | 2024年 2月23日                                   |
| 04    | Taipei Rendezvous Intermission1-4 | 台北聚会 幕间1-4 | 岸本卓 镝木宏 | 手岛舞 镝木宏               | 手岛舞 镝木宏              | 奥田明世 中田久美子 荒尾英幸 山本祐子 西岛央桐                                               | 加藤宽崇 石桥翔祐  | 2024年 2月23日                                   |

## 播放电视台
日本深夜動畫：下文記載的日本国内播放時間使用日本標準時間（UTC+9）表示。因為部分時間标识會採用30小时制，因此請留意这类超过24:00的时间，其實際播放時間為翌日清晨。
| 日本国内   | 日本国内       | 日本国内                | 日本国内           | 日本国内   | 日本国内                      |
| ---------- | -------------- | ----------------------- | ------------------ | ---------- | ----------------------------- |
| 關東廣域圈 | 富士電視台     | 2020年7月8日－12月16日  | 星期三 24:55-25:25 | 富士電視網 | 協助製作／「+Ultra」節目      |
| 福岡縣     | 西日本電視台   | 2020年7月8日－12月16日  | 星期三 25:55-26:25 | 富士電視網 |                               |
| 近畿廣域圈 | 關西電視台     | 2020年7月9日－12月18日  | 星期四 25:55-26:25 | 富士電視網 |                               |
| 中京廣域圈 | 東海電視台     | 2020年7月11日－12月20日 | 星期六 25:45-26:15 | 富士電視網 |                               |
| 北海道     | 北海道文化放送 | 2020年7月12日－12月21日 | 星期日 25:10-25:40 | 富士電視網 |                               |
| 日本全國   | BS富士         | 2020年7月15日－12月24日 | 星期三 24:00-24:30 | 衛星電視   | 協助製作／「ANIME GUILD」節目 |

### 网路播放
Netflix於2020年6月2日起播放。中国大陆地区由Joyupmedia引进，在Acfun独家播出。
| 播放地區 | 播放平台 | 播放日期              | 播放時間（UTC+9） | 備註         |
| -------- | -------- | --------------------- | ----------------- | ------------ |
| 全球     | Netflix  | 2020年6月2日－9月21日 | 不适用            | 協助製作     |
| 中国大陆 | Acfun    | 2020年6月2日－9月21日 | 不适用            | 与Neflix同步 |

## BD
| 巻 | 巻标题                                            | 发售日期       | 收录话数        | 规格编号   |
| -- | ------------------------------------------------- | -------------- | --------------- | ---------- |
| 1  | CASE 1 ロサンゼルス・コネクション                 | 2020年12月16日 | 第1話 - 第5話   | TBR-31041D |
| 2  | CASE 2 シンガポール・スカイ                       | 2021年1月20日  | 第6話 - 第10話  | TBR-31042D |
| 3  | CASE 3 スノー・オブ・ロンドン                     | 2021年2月17日  | 第11話 - 第14話 | TBR-31043D |
| 4  | CASE 4 ウィザード・オブ・ファー・イースト【前篇】 | 2021年3月17日  | 第15話 - 第19話 | TBR-31043D |
| 5  | CASE 4 ウィザード・オブ・ファー・イースト【後篇】 | 2021年4月21日  | 第20話 - 第23話 | TBR-31043D |

## 漫画
于2020年6月10日起在MAGCOMI和Line上连载，作画为円井大地。